# Lysander Bracey
Lysander Ameen Bracey (nacido el 1 de noviembre de 1996 en Charlotte, Carolina del Norte), conocido simplemente como Lysander Bracey, es un jugador de baloncesto estadounidense. Con 1.93 metros de estatura, juega en la posición de escolta. Actualmente es jugador del Fibwi Palma de la Primera FEB.

## Trayectoria deportiva
Es un jugador formado en el Northside Christian Academy de su ciudad natal, antes de ingresar en 2015 en el Brunswick Community College situado en Bolivia (Carolina del Norte). En 2016 cambia de universidad e ingresa en la Universidad Hampton, situada en Hampton (Virginia), donde jugaría durante tres temporadas en la División I de la NCAA con los Hampton Pirates, desde 2016 a 2019, disputando un total de 97 encuentros en los que promedió 4,9 puntos en 16 minutos por noche.
En la temporada 2019/20 disputó 8 encuentros con el Barsy Atyrau, de la liga de Kazajistán, promediando 14,5 puntos.
En el último trimestre de 2021, luego de haber participado de la temporada de la East Coast Basketball League
con el equipo jugó de los PrimeTime Players, jugó en la Liga Profesional de Baloncesto de Colombia como parte de Sabios, un club de la ciudad de Manizales. Para el campeonato siguiente fichó con los Corsarios de Cartagena.
En julio de 2022 firma por los Cangrejeros de Monagas de la Superliga Profesional de Baloncesto venezolana, con el que disputa 20 encuentros promediando 16,4 puntos, 3,2 rebotes y 2,1 asistencias, liderando la liga en minutos jugados con una media de 34.8 por partido.
En la temporada 2022-23 firma por los Cimarrones del Chocó de la Liga Profesional de Baloncesto de Colombia, con el que disputa 21 encuentros promediando 17,8 puntos, 3,6 rebotes y 2,9 asistencias en 34,8 minutos de juego, con unas medias de 54% en tiros de 2, 41% en triples y 83,1% en tiros libres.
El 27 de noviembre de 2022 ficha por el Cáceres Patrimonio de la Humanidad de la Liga LEB Oro. Completó la temporada 2022/23 con promedios de 21.5 minutos, 9 puntos y 1.3 rebotes.
El 13 de agosto de 2023, firma por el Zornotza Saskibaloi Taldea de LEB Plata. En la temporada 2023/24 registra 14.9 puntos y 1.8 asistencias en 28 partidos.
En la temporada 2024-25, firma por el Club Baloncesto Peñas Huesca de la Segunda FEB.
El 20 de julio de 2025, firma por el Fibwi Palma de la Primera FEB.